# Logan Ondrusek
Logan Jared Ondrusek (né le 13 février 1985 à Hallettsville, Texas, États-Unis) est un lanceur de relève droitier des Orioles de Baltimore de la Ligue majeure de baseball. 

## Carrière
Logan Ondrusek est un choix de 13e ronde des Reds de Cincinnati en 2005. Ondrusek, un lanceur droitier, mesure 2,03 mètres (6 pieds et 8 pouces).
Il fait ses débuts dans les majeures le 5 avril 2010 en lançant une manche sans point ni coup sûr accordé dans le match opposant les Reds aux Cardinals de Saint-Louis. Gagnant d'un premier match en carrière le 23 juillet contre les Astros de Houston, Ondrusek remporte ses cinq décisions à sa première saison, sans subir aucune défaite. Envoyé au monticule 60 fois par les Reds durant la saison, il présente une moyenne de points mérités de 3,68 en 58 manches et deux tiers lancées. La recrue participe à la conquête du championnat de la division Centrale de la Ligue nationale par Cincinnati et fait ses débuts en matchs éliminatoires par deux courtes présence en relève face aux Phillies de Philadelphie, qu'il blanchit en deux manches dans la Série de divisions.
En 2011, Ondrusek est envoyé au monticule dans 66 parties des Reds et totalise 61 manches et un tiers de travail. Il abaisse sa moyenne de points mérités à 3,23. Il remporte cinq décisions, contre cinq défaites.